# Imorgon när kriget kom (film)
Imorgon när kriget kom (Tomorrow, When the War Began) är en australiensisk film baserad på romanen med samma titel av John Marsden. Filmen regisserades av Stuart Beattie. Filmen hade premiär i Australien den 8 augusti 2010 och i Sverige den 8 april 2011.

## Handling
Ellie (Caitlin Stasey) och Corrie (Rachel Hurd-Wood) bestämmer sig för att åka ut i bushen och campa i några dagar. De tar med sig sina vänner Homer (Deniz Akdeniz), Fi (Phoebe Tonkin), Kevin (Lincoln Lewis), Lee (Chris Pang) och Robyn (Ashleigh Cummings). De åker till en stor dalgång som kallas för "helvetet". Där slår de läger och lever avskärmade från omvärlden. När de kommer tillbaka är allt övergivet. Det finns inga livstecken, ingen elektricitet och telefonerna är döda. Australien har blivit invaderat av en fiendearmé. De sju vännerna drar sig tillbaka till "helvetet" där de bildar en gerillagrupp för att göra motstånd mot invasionsstyrkan.

## Rollista (i urval)
- Ellie Linton - Caitlin Stasey
- Corrie Mackenzie - Rachel Hurd-Wood
- Lee Takkam - Chris Pang
- Homer Yannos - Deniz Akdeniz
- Fiona Maxwell - Phoebe Tonkin
- Kevin Holmes - Lincoln Lewis
- Robyn Mathers - Ashleigh Cummings
- Chris Lang - Andy Ryan